# Convoi HX 41
Le convoi HX 41 est un convoi passant dans l'Atlantique nord, pendant la Seconde Guerre mondiale. Il part de Halifax au Canada le 8 mai 1940 pour différents ports du Royaume-Uni et de la France. Il arrive à Liverpool le 23 mai 1940.

## Composition du convoi
Ce convoi est constitué de 44 cargos :
- Royaume-Uni : 37 cargos
- États-Unis : 1 cargo
- Norvège : 3 cargos
- France : 1 cargo
- Panama : 2 cargos

26 cargos viennent d'un convoi provenant des Bermudes, escorté par le HMS Jervis Bay.

## L'escorte
Ce convoi est escorté en début de parcours par :
- les destroyers canadiens : HMCS Restigouche et HMCS St. Laurent
- Un croiseur auxiliaire britannique : HMS Ranpura
- Un sous marin français : Ajax

## Le voyage
Les destroyers canadiens quittent le convoi le 9 mai. Le 19 mai, un destroyer HMS Mackay (fi) et une corvette HMS Aberdeen (en) rejoignent le convoi. Le lendemain, le sous marin français et le croiseur auxiliaire quittent l'escorte. Le 20 mai, la corvette HMS Clarkia (fi) s'ajoute à l'escorte.
Le convoi arrive sans problème.